# Internationale Kommission für große Talsperren
Die Internationale Kommission für große Talsperren, "International Commission On Large Dams (ICOLD)" bzw. "Commission Internationale des Grands barrages (CIGB)", ist eine internationale Nicht-Regierungsorganisation, die ein Forum für den Austausch von Kenntnissen und Erfahrungen im Talsperrenwesen bereitstellt. Der Verein mit Sitz in Paris setzt sich dafür ein, dass Talsperren sicher, effizient, wirtschaftlich und ohne schädliche Einflüsse auf die Umwelt gebaut werden.
ICOLD wurde 1928 gegründet und wird in 101 Ländern der Erde durch nationale Komitees mit etwa 7000 Mitgliedern vertreten. Deutschland ist seit 1931 mit dem Deutschen TalsperrenKomitee (DTK) Mitglied bei ICOLD. Die Mitglieder der nationalen Komitees arbeiten als Ingenieure, Geologen und Naturwissenschaftler bei staatlichen oder privaten Organisationen, bei Ingenieurbüros, Universitäten, Laboratorien und Baufirmen. Das ursprüngliche Ziel war, den Fortschritt bei Planung, Entwurf, Bau, Betrieb und Unterhaltung von großen Talsperren und zugeordneten Bauwerken zu befruchten. Dazu wurden einschlägige Kenntnisse und Informationen gesammelt, aufbereitet und verbreitet, sowie spezielle technische Fragen studiert. Seit den 1960er Jahren ergaben sich neue Schwerpunktthemen, wie Talsperrensicherheit, Überwachung, Sicherheitsanalysen für bestehende Bauwerke, Alterung von Bauwerken und Umweltverträglichkeit.
Später kamen weitere technische, wirtschaftliche und gesellschaftliche Themen hinzu, wie Kosten-Nutzen-Analysen, die Nutzung internationaler Flüsse, die Öffentlichkeitsarbeit und Finanzierungsfragen. ICOLD verfolgt seine Ziele durch
- Technische Komitees, welche die genannten Problemkreise bearbeiten und in Form von "Bulletins" das weltweit gesammelte Wissen veröffentlichen,
- Kongresse in dreijährigem Abstand mit der Erörterung von jeweils vier Generalthemen ("Questions"). Hierzu werden regelmäßig 200 bis 300 wissenschaftliche und technik-orientierte Beiträge eingereicht. 2003 fand der Kongress in Montréal statt. 2006 wurde er in Barcelona veranstaltet, und 2009 in Brasilien. 2022 wird der 27. Kongress (90. Jahrestagung) vom 27. Mai bis 3. Juni in Marseille stattfinden.[1]

- Technische Symposien
- Vortragsveranstaltungen
- Workshops

## ICOLD-Kriterium
Die Internationale Kommission für große Talsperren (ICOLD/CIGB) führt ein Verzeichnis der großen Talsperren der ganzen Welt, die das ICOLD-Kriterium für große Talsperren erfüllen.